# Aéroport international du Monde Maya
L'aéroport International Mundo Maya (espagnol : Aeropuerto Internacional Mundo Maya) (code IATA : FRS • code OACI : MGMM) est dans la ville de Flores, Guatemala.

## Situation
| Puerto Barrios Flores Guatemala Quetzaltenango |

## Compagnies et destinations
| Compagnies                       | Destinations                 |
| -------------------------------- | ---------------------------- |
| Avianca Guatemala                | Guatemala-La Aurora          |
| Transportes Aéreos Guatemaltecos | Guatemala-La Aurora          |
| Tropic Air                       | Belize City-P. S. W. Goldson |

Édité le 08/08/2017

## Statistiques
Le graphique qui aurait dû être présenté ici ne peut pas être affiché car il utilise l'ancienne extension Graph, désactivée pour des questions de sécurité. Des indications pour créer un nouveau graphique avec la nouvelle extension Chart sont disponibles ici.

Voir la requête brute et les sources sur Wikidata.